# Prospekt (Werbung)

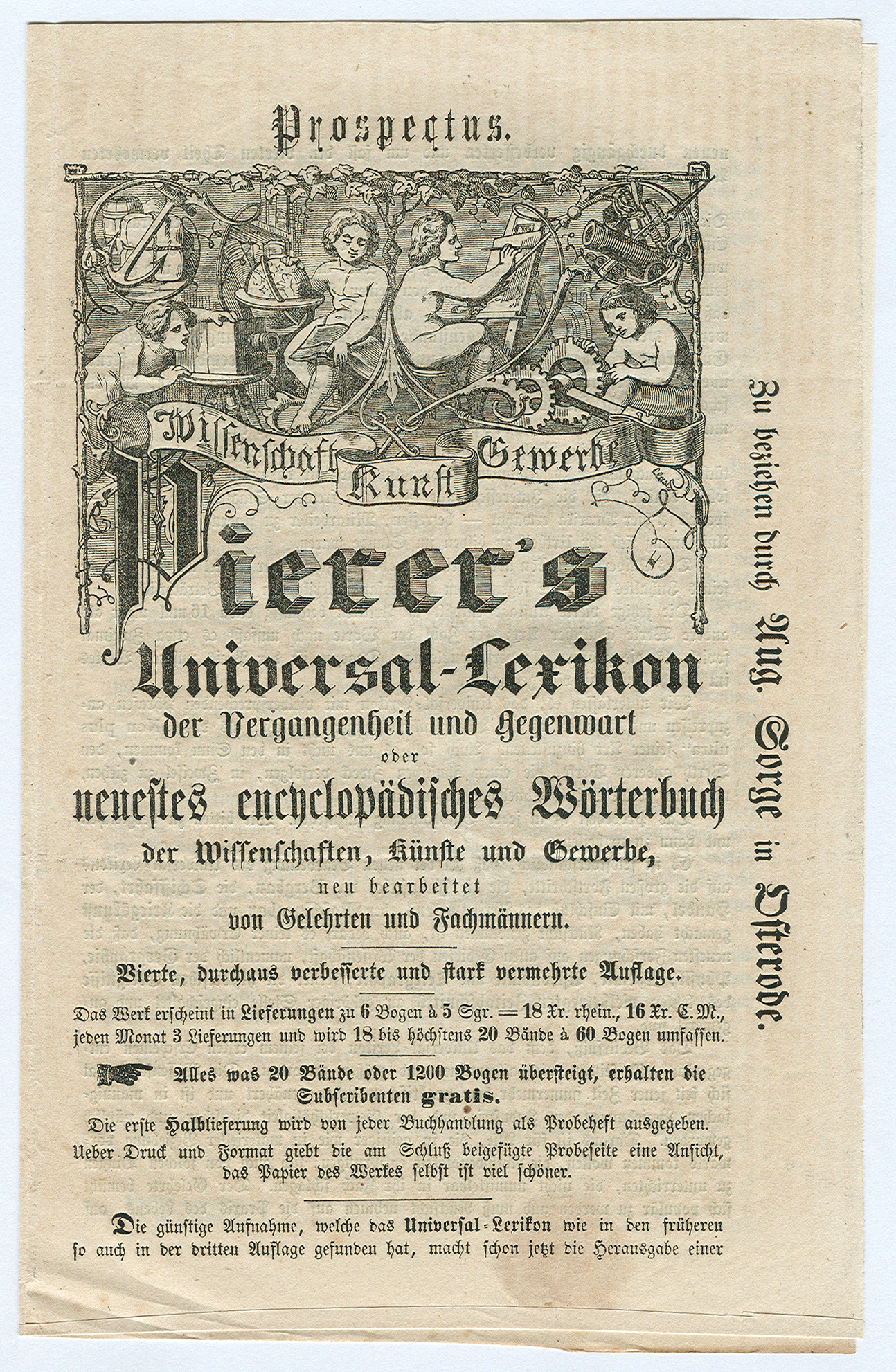
Prospectus für Pierers Universal-Lexikon der Gegenwart und Vergangenheit, vierte Auflage 1856, Vertrieb: August Sorge

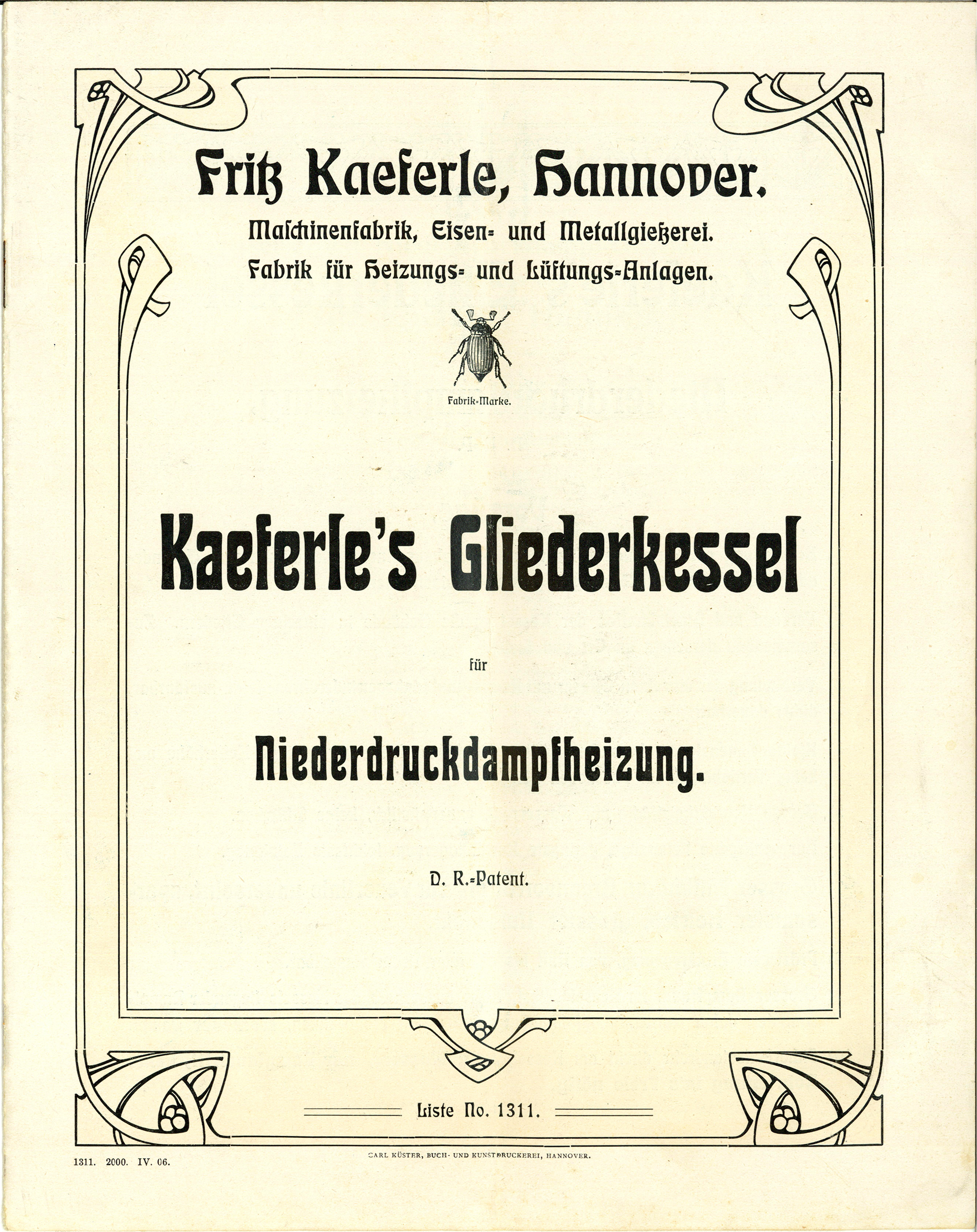
Prospekt von 1906 im Jugendstil der Carl Küster, Buch- und Kunstdruckerei, Hannover für die Niederdruck-Dampfheizung der Firma Fritz Kaeferle

Der (süddeutsch und österreichisch auch „das“) Prospekt (v. lat. prospectus „Hinblick, Aussicht, Ansicht“; lat. pro-spicere „hinsehen, hinausschauen“) ist eine Werbepublikation, meist ein Druckerzeugnis, immer öfter aber auch digital als E-Prospekt, in umfangreicher Form auch ein Katalog. Er enthält zumeist Beschreibungen der Waren oder Dienstleistungen eines Unternehmens oder des Unternehmens als solches. Prospekte werden vorrangig von Wirtschaftsunternehmen genutzt, aber auch von öffentlich-rechtlichen Unternehmen und Institutionen herausgegeben.

## Produkt- und Image-Prospekt
Man unterscheidet häufig zwischen Produkt- und Image-Prospekt:
In einem Produkt-Prospekt bzw. Verkaufsprospekt wird in der Regel ein ganz bestimmtes Produkt, eine zusammenhängende Produktserie oder mehrere verschiedene Produkte eines Unternehmens vorgestellt, wobei man unter „Produkt“ im Allgemeinen sowohl bestimmte Waren oder Warengruppen versteht, als auch spezielle Dienstleistungen (zum Beispiel Bank- oder Versicherungsprodukte und andere, → Investitionsgütermarketing). In Produkt-Prospekten werden meist auch die Preise der beworbenen Produkte genannt, insbesondere dann, wenn der „niedrige“ Preis als hervorgehobenes Kaufargument fungieren soll. In Versandhauskatalogen ist die Nennung von Preisen allgemein üblich. Aber nicht immer werden in Prospekten die Preise genannt – entweder, um potenzielle Kunden zu einer Kontaktaufnahme zu veranlassen oder um die Möglichkeit zur Unterbreitung individueller Preisangebote offen zu halten, zum Beispiel im Investitionsgütermarketing.
In einem Image-Prospekt wird zumeist besonderer Wert auf die Darstellung des Unternehmens und seiner Philosophie gelegt; es stellt also im Gegensatz zum Produkt-Prospekt das Unternehmen als solches in den Vordergrund. Hierbei spielen wesentliche Aspekte der Corporate Identity eines Unternehmens eine übergeordnete Rolle. Image-Prospekte sind deshalb häufig aufwendiger und anspruchsvoller gestaltet, als beispielsweise wöchentlich, monatlich oder saisonal erscheinende Produkt-Prospekte. Bei großen Unternehmen (Aktiengesellschaften, Konzernen, Organisationen u. a.) können bestimmte Teile des Unternehmens auch in einem gesonderten Image-Prospekt dargestellt werden. Auch Parteien, Organisationen (zum Beispiel NGOs), Vereine oder Verbände nutzen (neben anderen Medien) fast ausschließlich die Form des Image-Prospekts für ihre Selbstdarstellung.
Bei der Gestaltung aller Prospektarten, insbesondere bei größeren und großen Unternehmen, spielt das so genannte Corporate Design eine maßgebliche Rolle. Dadurch wird gewährleistet, dass das äußere Erscheinungsbild eines Unternehmens innerhalb seiner Prospekte oder anderer Publikationen (multimedial) konstant und somit sofort wiedererkennbar bleibt.

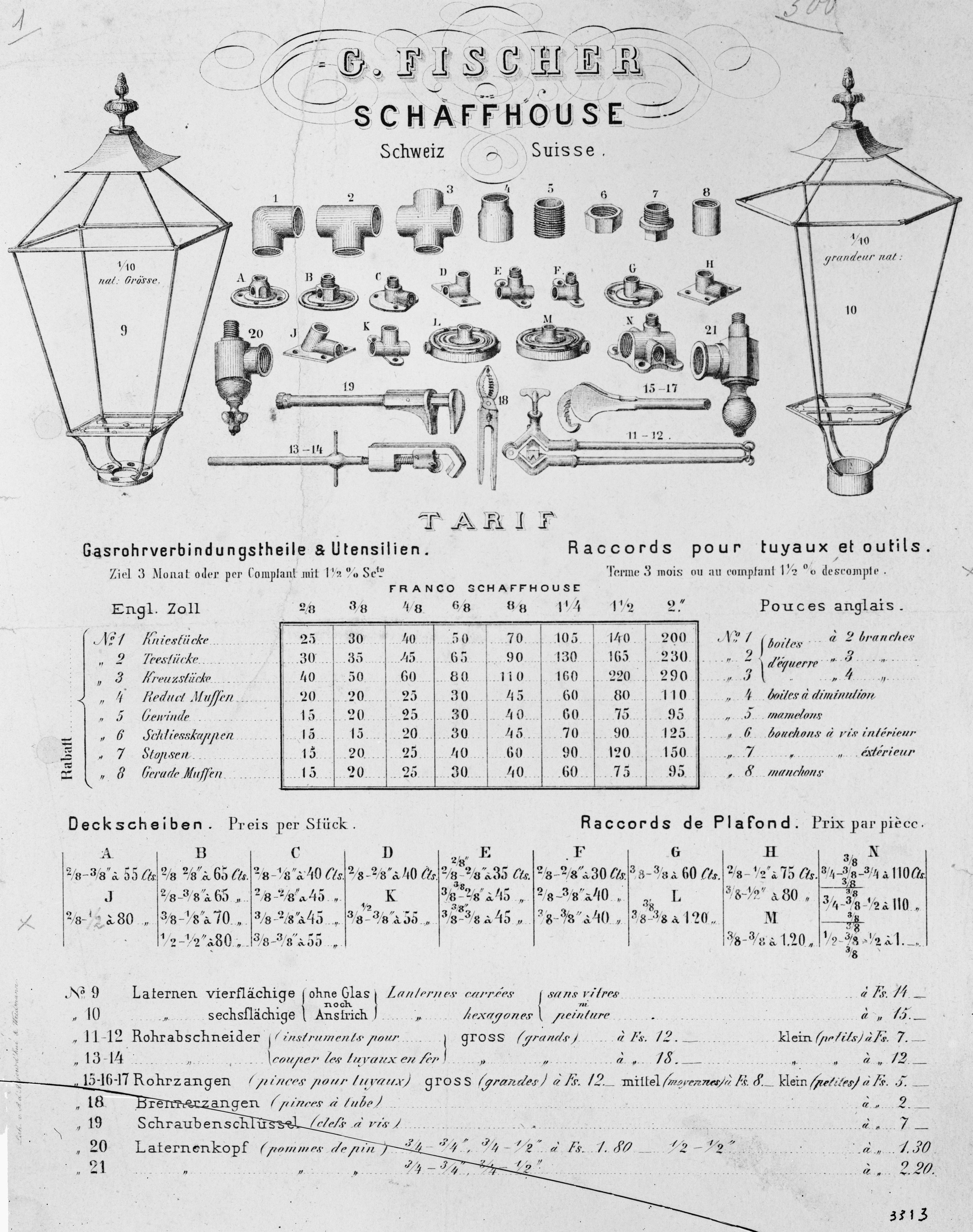
Erstes Prospektblatt für Fittings der Firma Georg Fischer, Schaffhausen, Schweiz, ca. 1865–1867

Prospekte erscheinen in zunehmendem Maße auch in digitaler Form (z. B. als PDF-Datei), meist parallel zur gedruckten Ausgabe, um deren Verbreitung auch über digitale Medien zu gewährleisten.

## Beispiele für Kataloge
- Versandhauskatalog, der Waren des Versandhandels auflistet
- Reisekatalog, der Reisen auflistet